# Helga i Flora
Helga y Flora (Helga y Flora, en castellà) va ser una sèrie setmanal de televisió xilena creada per Omar Saavedra Santis, guionitzada per Omar Saavedra Santis, Luis Emilio Guzmán, Felipe Gómez i Iván Maureira, produïda per Daniela Salazar, dirigida per Christian Aspée i protagonitzada per l'actores Catalina Saavedra, Alejandro Sieveking i Amalia Kassai. La sèrie ser estrenada al Canal 13 de Xile.

## Personatges
- Alejandro Sieveking: Mr. Raymond Gamper.[3]
- Catalina Saavedra: Flora Gutiérrez.[4]
- Amalia Kassai: Helga Gunkel.[5]
- Hernán Contreras: David Acevedo, joven prisionero.[6]
- Tiago Correa: Zacarías Llancaqueo.[7]
- Ernesto Meléndez: Ezequiel Ligman.
- Daniela Lhorente: Úrsula Millán.[8]
- Alessandra Guerzoni: Clara.
- Geraldine Neary: Eduvigis Carimán.
- Giordano Rossi: Gabriel Gamper.
- Aldo Parodi: Remigio.
- Mario Ossandón: Alexander Nestroy.
- Daniel Antivilo es Atilio.
- Juan Carlos Maldonado: Attaché.
- Ernesto Gutiérrez: Aliaga, inspector.
- Isidora Loyola: Rosario
- Lisandro Cabascango: Ramón